# Thor – Ein hammermäßiges Abenteuer
Thor – Ein hammermäßiges Abenteuer (Originaltitel Hetjur Valhallar – Þór) ist ein isländischer computeranimierter Spielfilm aus dem Jahr 2011.

## Inhalt
Der Film erzählt die Geschichte von Thor, einem jungen und ungestümen Schmied, der in einem kleinen Dorf lebt und davon träumt, ein Held zu sein. Sein Leben ändert sich schlagartig, als er einen magischen Hammer findet, der außergewöhnliche Kräfte besitzt. Thor erfährt, dass er dazu bestimmt ist, die Menschheit vor dem drohenden Untergang zu retten.
Sein böser, hinterlistiger Halbbruder Loki versucht Chaos zu stiften und die Welt in Dunkelheit zu stürzen. Thor muss seine neu entdeckten Kräfte meistern und sich auf ein Abenteuer begeben, um Loki und seine Armee von Eiskriegern aufzuhalten. Dabei wird er von einer Gruppe skurriler Charaktere begleitet, darunter eine sprechende Krähe und eine schöne junge Kriegerin.

## Synchronisation
| Rolle        | Originalstimme   | Deutsche Stimme |
| ------------ | ---------------- | --------------- |
| Thor         | Justin Gregg     | Benedikt Weber  |
| Hel          | Liz Lloyd        | Anja Topf       |
| Thors Mutter | Lesa Thurman     | Katja Brügger   |
| Thrym        | J. Drew Lucas    | Eberhard Haar   |
| Heimdall     | Paul Tylak       | -               |
| Edda         | Nicola Coughlan  | -               |
| Odin         | Alan Stanford    | -               |
| Freyja       | Mary Murray      | -               |
| Sindri       | Emmett J Scanlan | -               |

## Produktion
Der Film wurde in Island produziert. Regie führten Oskar Jonasson, Toby Genkel und Gunnar Karlsson. Die Produzenten waren Hilmar Sigurdsson und Arnar Thorisson. Das Drehbuch schrieb Friðrik Erlingsson und für den Schnitt war Elísabet Ronaldsdóttir verantwortlich. Die Musik zum Film komponierte Stephen McKeon. Der Film wurde am 14. Oktober 2011 in Island veröffentlicht. In Deutschland kam der Film am 11. April 2013 in die Kinos.

## Rezeption
„[…] Witziger 3D-Trickfilm aus Island, in dem es um das Heranreifen eines Helden sowie um Verständnis, Mut, Toleranz und Neugier geht. Visuell nicht so perfekt wie die Hollywood-Vorbilder, erfreut der turbulente Film durch seinen zeitgemäßen Humor und die charmante Inszenierung.“

In der Internet Movie Database erhielt der Film 5,0 von 10 Sternen.